# Napaea beltiana
Napaea beltiana is een vlindersoort uit de familie van de prachtvlinders (Riodinidae), onderfamilie Riodininae.
Napaea beltiana werd in 1867 beschreven door H. Bates.